# Навон, Ицхак
 Ицха́к Наво́н (9 апреля 1921, Иерусалим — 6 ноября 2015, Иерусалим) — израильский государственный деятель, пятый президент Израиля (1978—1983).

## Семья, ранние годы
Родился в Иерусалиме, в то время освобождённом британскими войсками из-под власти Османской империи. Со стороны отца, он потомок одного из старейших родов сефардских евреев, Барух Мизрахи (Al Mashraki), поселившегося в Турции после изгнания евреев из Испании в 1492 году и поселившегося в 1670 году в Иерусалиме. Со стороны матери, марокканской еврейки, его предком был известный каббалист Хаим бен Атар (также известный как «Ор Хаим»).

## Учёба, становление
Ицхак Навон поступил на учёбу в Еврейский университет в Иерусалиме, где изучал педагогику, исламскую культуру, еврейскую литературу.
С детства Ицхак владел как ивритом, так и арабским. Он знал шесть языков. Его первым языком стал язык еврейских изгнанников из Испании ладино. Навон хорошо знал и идиш, на котором тогда говорили миллионы евреев в Центральной и Восточной Европе и сотни тысяч репатриантов оттуда в стране Израиля. В дальнейшем хорошо овладел также английским, широко распространённым во времена британского мандата в Палестине, а зная близкий средневековому испанскому ладино, овладел также современным испанским языком, что помогло ему в дипломатической работе в Южной Америке.
По окончании учёбы преподавал арабский язык в начальных и средних школах Иерусалима.
С 1946 года служил в Хагане, где возглавлял по 1949 год иерусалимский отдел по противодействию арабскому террору.
После создания государства Израиль был направлен на дипломатическую службу в Уругвай и Аргентину, где пребывал до 1951 года.

## Политическая карьера
В 1951 году Ицхак Навон был назначен секретарём по политическим вопросам в канцелярию министра иностранных дел Моше Шарета, а с 1952 по 1963 год возглавлял канцелярию главы правительства Давида Бен Гуриона, а затем и Моше Шарета в бытность того премьер-министром.
В 1963 году Навон стал начальником отдела министерства культуры и образования, где работал по 1965 год.
Ицхак Навон был одним из наиболее близких сподвижников Бен-Гуриона. В 1965 году, после раскола партии МАПАЙ, членом которой он был, Навон вслед за Бен-Гурионом вошёл в отколовшуюся от МАПАЙ партию РАФИ и в том же году был избран от неё депутатом Кнессета 6-го созыва.

### Членпарламента
Ицхак Навон был депутатом Кнессета 6-го (1965—1969), 7-го (1969—1974), 8-го (1974—1977), 9-го (1977—1981), 11-го (1984—1988) и 12-го (1988—1992) созывов.

### Должности в президиуме кнессета
В Кнессете 6-го и 7-го созывов — Заместитель председателя кнессета.

### Должности в комиссиях
- Кнессет 6-го созыва — член комиссии по образованию и культуре, член комиссии по иностранным делам и обороне.
- Кнессет 7-го созыва — член комиссии по иностранным делам и обороне, член комиссии по назначению мусульманских судей.
- Кнессет 8-го созыва — председатель комиссии по иностранным делам и обороне, член комиссии по иностранным делам и обороне, член комиссии по назначению мусульманских судей.
- Кнессет 9-го, 11-го и 12-го созыва — член комиссии по иностранным делам и обороне.

### Участие в партийных фракциях
- Кнессет 6-го созыва — Список рабочих РАФИ, партия Авода, блок Маарах социалистических партий.
- Кнессет 7-го, 8-го, 9-го, 11-го созыва — Маарах.
- Кнессет 12-го созыва — Маарах, партия Труда (Авода).

### Деятельность в правительстве
- Кнессет 11-го созыва, правительство 21 и 22 — Заместитель премьер-министра, министр образования и культуры.
- Кнессет 12-го созыва, правительство 23 — Заместитель премьер-министра, министр образования и культуры.

## Президентство
В 1978 году блок социалистических партий Маарах пребывал в оппозиции. Несмотря на это, Ицхак Навон при широкой поддержке как коалиции, так и оппозиции в условиях тайного голосования членов Кнессета в возрасте 57 лет был избран пятым президентом Израиля. На этом посту он пробыл до 1983 года.
В 1980 году Ицхак Навон стал первым израильским президентом, посетившим Египет. Он выступил перед египетским парламентом с речью на арабском языке.
Навон был активным сторонником судебной комиссии по расследованию роли Израиля в трагедии, произошедшей в ливанских лагерях беженцев Сабра и Шатила во время Ливанской войны (1982).
В 1983 году Навон не выставил свою кандидатуру на ещё один пятилетний президентский срок.

## Возвращение в политику
Президент Израиля является формальным главой государства, однако его обязанности большей частью церемониальные.
Он обязан играть роль «президента всех израильтян», стоящего над политическими и прочими лагерями и конфликтами. Такое же поведение ожидается и от экс-президентов по завершении их каденции, и большинство действительно придерживались этого правила. Единственным пока исключением стал Ицхак Навон. Побывав президентом, он решил вернуться к партийной политике.
В 1983 году опросы показали, что Ицхак Навон более популярен в партии Авода, чем её председатель Шимон Перес. Беглый арабский Навона сделал его весьма популярным среди арабских избирателей и евреев-выходцев из стран Магриба. Но Перес убедил его отказаться от претензий на пост премьер-министра. В 1984 году он был вновь избран в Кнессет, стал министром образования. На этом посту провёл большую работу по окончательной ликвидации неграмотности среди пожилых репатриантов из арабских стран. Заседал в правительствах национального единства 1984—1988 и 1988—1990 годов.

## Общественная деятельность
Ицхак Навон оставался в кнессете до 1992 года, после чего покинул политику. С тех пор он занимался обширной общественной деятельностью.
Многие годы Навон был главой общественного совета заповедника библейской природы «Неот Кедумим», в котором специалисты собрали все растения упоминаемые в Танахе и Талмуде, председателем попечительского совета иерусалимской Академии музыки и балета, национального управления культуры языка ладино и др. Ицхак Навон был почётным президентом «Фонда Авраама», целью которого является поощрение деятельности направленной на взаимопонимание и мирное сосуществование евреев и арабов.

## Творческая деятельность
Навон — автор ряда рассказов, в стиле талмудической Агады. Его перу принадлежат сборник стихов «Романсеро сфаради» («Испанские романсеро», 1968) и текст музыкальной пьесы «Бустан сфаради» («Испанский сад», 1970), повествующих в стилизованно-фольклорной форме о быте и культуре иерусалимских сефардских семей. Под впечатлением Шестидневной войны (1967), он написал стихотворение в прозе «Шешет hаямим вешиват hашеарим» («Шесть дней и семь ворот», 1967 год). «Бустан сфаради» поставлен на сцене театра Габима.

## Личная жизнь
Ицхак Навон был женат на Офире Резников, уроженке (1936) Тель-Авива, дочери репатриантов из России, Элиэзера Резникова и Батьи Спитковской, победительнице конкурса красоты Сабра 1956 и участнице конкурса красоты в Париже.
Долгое время у них не было детей и чета Навон обратилась в соответствующие организации с просьбой об усыновлении ребёнка. Разрешение они получили через 2,5 года. Девочку назвали Наама́. А через год у них родился сын, которого назвали Э́рез.
В 1993 году, после продолжительной болезни, Офира скончалась.
В 2008 году 87-летний Ицхак Навон заключил брак с 71-летней Мири Шафир Левентал. До религиозной церемонии бракосочетания супруги 9 лет прожили вместе.
Ицхак Навон умер 6 ноября 2015 года в возрасте 94 лет. Его именем названы улицы в Иерусалиме, Модиине и других израильских городах, а также открытый в 2018 году вокзал в Иерусалиме.